# جرج ویلسون (بسکتبال)
جرج ویلسون (انگلیسی: George Wilson؛ زاده ۹ مهٔ ۱۹۴۲ - درگذشته ۲۹ ژوئیهٔ ۲۰۲۳) بازیکن بسکتبال اهل ایالات متحده آمریکا بود.

## زندگی شخصی و مرگ
ویلسون در سال ۱۹۶۴ از دانشگاه سینسیناتی با مدرک تحصیلی فارغ‌التحصیل شد. او همچنین عضو بخش بتا اتا برادری کاپا آلفا پسی بود.
در سال ۲۰۰۶ ویلسون به عنوان یکی از ۱۰۰ اسطوره مسابقات بسکتبال پسران در انجمن دبیرستان‌های ایلینوی (IHSA), گروهی از بازیکنان و مربیان سابق به افتخار صدمین سالگرد مسابقات بسکتبال پسران IHSA انتخاب شد. در سال ۲۰۱۰ ویلسون به تالار مشاهیر بسکتبال اوهایو راه یافت.
ویلسون به عنوان مدیر YMCA در فایرفیلد، اوهایو زندگی می‌کرد. او در بازی‌های المپیک بزرگسالان در رشته‌های گلف، بسکتبال و نعل اسب شرکت کرد.
ویلسون در ۲۹ ژوئیه ۲۰۲۳ در سن ۸۱ سالگی درگذشت.